# Olympische Sommerspiele 1900/Teilnehmer (Großbritannien)
| Silbermedaillen | Bronzemedaillen | 3. |
| --------------- | --------------- | -- |
| 15              | 6               | 9  |

Das Vereinigte Königreich nahm an den Olympischen Sommerspielen 1900 in Paris, Frankreich, mit einer Delegation von über 102 Sportlern teil.

## Medaillengewinner

### Olympiasieger
| Name | Sportart       | Wettkampf                      |
| --- | -------------- | ------------------------------ |
| Charles Bennett | Leichtathletik | 1500 m                         |
| Charlotte Cooper | Tennis         | Frauen Einzel                  |
| Laurence Doherty | Tennis         | Männer Einzel                  |
| John Jarvis | Schwimmen      | 1000 m Freistil                |
| John Jarvis | Schwimmen      | 4000 m Freistil                |
| John Rimmer | Leichtathletik | 4000 m Hindernis               |
| Laurence Doherty Reginald Doherty | Tennis         | Männer Doppel                  |
| Reginald Doherty Charlotte Cooper | Tennis         | Mixed                          |
| Lorne Currie John Gretton Linton Hope Algernon Maudslay | Segeln         | 0,5 bis 1 Tonnen, 1. Wettfahrt |
| Lorne Currie John Gretton Linton Hope Algernon Maudslay | Segeln         | Gemeinsame Wettfahrt           |
| Edward Hore Harry Jefferson Howard Taylor | Segeln         | 3 bis 10 Tonnen, 2. Wettfahrt  |
| Charles Beachcroft (Kapitän) Arthur Birkett Alfred Bowerman George Buckley Francis Burchell Frederick Christian Harry Corner Frederick Cuming William Donne Alfred Powlesland John Symes Montagu Toller | Cricket        | Männer                         |
| Claude Buckenham Tom Burridge Alfred Chalk William Grosling Henry Haslam James Jones (Torwart) John Nicholas William Quash Fred Spackman Richard Turner James Zealey                                    | Fußball        | Männer                         |
| Thomas Coe Robert Crawshaw William Henry John Arthur Jarvis Peter Kemp Victor Lindberg () Frederick Stapleton                                                                                           | Wasserball     | Männer                         |

### Bronze
| Name | Sportart       | Wettkampf        |
| --- | -------------- | ---------------- |
| Charles Bennett | Leichtathletik | 4000 m Hindernis |
| Patrick Leahy | Leichtathletik | Hochsprung       |
| Harold Mahony | Tennis         | Männer Einzel    |
| Sidney Robinson | Leichtathletik | 2500 m Hindernis |
| Walter Rutherford | Golf           | Einzel           |
| Frank Bayliss Henry Birtles James Cantion Arthur Darby Clement Deykin L. Hood M. L. Logan Herbert Loveitt Herbert Nicol Valentine Smith M. W. Talbott Joseph Wallis Claud Whittindale Raymond Whittindale Frank Wilson | Rugby          | Männer           |

### Dritter
| Name                        | Sportart       | Wettkampf        |
| --------------------------- | -------------- | ---------------- |
| George Saint Ashe           | Rudern         | Einer            |
| Reginald Doherty            | Tennis         | Einzel Männer    |
| Edward Hore                 | Segeln         | 10 bis 20 Tonnen |
| Peter Kemp                  | Schwimmen      | 200 m Hindernis  |
| Patrick Leahy               | Leichtathletik | Weitsprung       |
| Arthur Norris               | Tennis         | Einzel Männer    |
| David Donaldson Robertson   | Golf           | Einzel           |
| Sidney Robinson             | Leichtathletik | 4000 m Hindernis |
| Harold Mahony Arthur Norris | Tennis         | Doppel           |

## Teilnehmer nach Sportarten

### Cricket
- Männer: Olympiasieger 
Charles Beachcroft (Kapitän)
Arthur Birkett
Alfred Bowerman
George Buckley
Francis Burchell
Frederick Christian
Harry Corner
Frederick Cuming
William Donne
Alfred Powlesland
John Symes
Montagu Toller

### Fechten
- Eugène Plisson
Florett für Fechtmeister: Vorrunde

### Fußball
- Männer: Olympiasieger 
Claude Buckenham
Tom Burridge
Alfred Chalk
William Grosling
Henry Haslam
James Jones (Torwart)
John Nicholas
William Quash
Fred Spackman
Richard Turner
James Zealey

### Golf
- William Bathurst Dove
Siebter

- David Donaldson Robertson
36 Löcher (Männer): Dritter

- Walter Rutherford
36 Löcher (Männer): Zweiter

- George Thorne
36 Löcher (Männer): Sechster

### Leichtathletik
- Charles Bennett
1500 m: Olympiasieger 
4000 m Hindernis: Zweiter

- Launceston Elliot
Diskuswurf: Elfter

- Patrick Leahy
Weitsprung: Dritter
Dreisprung: Vierter
Hochsprung: Zweiter

- Ion Pool
Marathon: DNF

- Frederick Randall
Marathon: DNF

- John Rimmer
1500 m: Siebter
4000 m Hindernis: Olympiasieger

- Sidney Robinson
2500 m Hindernis: Zweiter

- William Saward
Marathon: DNF

- Alfred Tysoe
800 m: Olympiasieger

### Rudern
- George Saint Ashe
Einer: Dritter

### Rugby
- Männer: Zweiter 
Frank Bayliss
Henry Birtles
James Cantion
Arthur Darby
Clement Deykin
L. Hood
M. L. Logan
Herbert Loveitt
Herbert Nicol
Valentine Smith
M. W. Talbott
Joseph Wallis
Claud Whittindale
Raymond Whittindale
Frank Wilson

### Schießen
- Sidney Merlin
Wurfscheibenschießen (Tontaubenschießen): Siebter

### Schwimmen
- Thomas W. Burgess
1000 m Freistil: Zehnter
4000 m Freistil: Vierter
200 m Rücken: Fünfter

- Robert Crawshaw
200 m Freistil: Vierter
200 m Rücken: Neunter

- William Henry
4000 m Freistil: Achter
200 m Hindernis: Sechster

- John Arthur Jarvis
1000 m Freistil: Olympiasieger 
4000 m Freistil: Olympiasieger

- Evan Thomas Jones
4000 m Freistil: 18.

- Peter Kemp
200 m Freistil: Elfter
200 m Hindernis: Dritter

- Frederick Stapleton
200 m Freistil: Sechster
200 m Hindernis: Fünfter

### Segeln
- Lorne Currie
0,5 bis 1 Tonne, 1. Wettfahrt: Olympiasieger 
0,5 bis 1 Tonne, 2. Wettfahrt: Vierter
Gemeinsame Wettfahrt: Olympiasieger

- John Gretton
0,5 bis 1 Tonne, 1. Wettfahrt: Olympiasieger 
0,5 bis 1 Tonne, 2. Wettfahrt: Vierter
Gemeinsame Wettfahrt: Olympiasieger

- Linton Hope
0,5 bis 1 Tonne, 1. Wettfahrt: Olympiasieger 
0,5 bis 1 Tonne, 2. Wettfahrt: Vierter
Gemeinsame Wettfahrt: Olympiasieger

- Edward Hore
3 bis 10 Tonnen, 2. Wettfahrt: Olympiasieger 
10 bis 20 Tonnen: Dritter

- Harry Jefferson
3 bis 10 Tonnen, 2. Wettfahrt: Olympiasieger

- Algernon Maudslay
0,5 bis 1 Tonne, 1. Wettfahrt: Olympiasieger 
0,5 bis 1 Tonne, 2. Wettfahrt: Vierter
Gemeinsame Wettfahrt: Olympiasieger

- Salusbury Mellor
10 bis 20 Tonnen: Fünfter

- Howard Taylor
3 bis 10 Tonnen, 2. Wettfahrt: Olympiasieger

- Cecil Quentin
Über 20 Tonnen: Olympiasieger

- Selwin Calverley
Über 20 Tonnen: Zweiter

### Tennis
- Charlotte Cooper
Einzel, Frauen: Olympiasiegerin 
Mixed: Olympiasiegerin

- Laurence Doherty
Einzel, Männer: Olympiasieger 
Doppel, Männer: Olympiasieger

- Reginald Doherty
Einzel, Männer: Dritter
Doppel, Männer: Olympiasieger 
Mixed: Olympiasieger

- Harold Mahony
Einzel, Männer: Zweiter 
Doppel, Männer: Zweiter

- Arthur Norris
Einzel, Männer: Dritter
Doppel, Männer: Zweiter

- Archibald Warden
Einzel, Männer: Fünfter

### Turnen
- William Connor
Turnmehrkampf: 31.

- Henry Hiatt
Turnmehrkampf: 124.

- William Pearce
Turnmehrkampf: 54.

- William Lloyd Phillips
Turnmehrkampf: 73.

### Wasserball
- Männer: Olympiasieger 
Thomas Coe
Robert Crawshaw
William Henry
John Arthur Jarvis
Peter Kemp
Victor Lindberg ()
Frederick Stapleton